# Samtgemeinde Selsingen
Samtgemeinde Selsingen er en Samtgemeinde med 8 kommuner, beliggende i Landkreis Rotenburg (Wümme), i den nordlige del af den tyske delstat Niedersachsen. Samtgemeindens administration ligger i byen Selsingen.

## Geografi
Samtgemeinden ligger omkring 10 km syd for Bremervörde, og har et areal på 226,34 km²; Den består af disse otte kommuner:
1. Anderlingen
2. Deinstedt
3. Farven
4. Ostereistedt
5. Rhade
6. Sandbostel
7. Seedorf
8. Selsingen

Floden Oste løber gennem kommunen.